# Allium caespitosum
Allium caespitosum är en amaryllisväxtart som beskrevs av Johann Erasmus Sievers, August Gustav Heinrich von Bongard och Carl Anton von Meyer. Allium caespitosum ingår i släktet lökar, och familjen amaryllisväxter. Inga underarter finns listade i Catalogue of Life.